# 华南理工大学自动化科学与工程学院
华南理工大学自动化科学与工程学院（简称：华工自动化学院）是华南理工大学下属的工科学院，位于中国广东省广州市天河区华南理工大学五山校区内。

## 历史沿革
自动化科学与工程学院的前身为1958年成立的电讯系自动控制专业，并于1961年成立自动控制系，后更名为自动化系。1981年，原自动化系下的自动控制专业与造船系的船舶船厂电气自动化专业、电力系的工业企业电气自动化和化工机械系化工仪表自动化四个专业整合成新的自动化系。1996年，自动化系更名为自动控制工程系，同年与电子通信工程系、计算机科学与工程系等合并成立电子与信息学院。2002年1月，自动控制工程系从电子与信息学院分出，并组建现在的自动化科学与工程学院。
自动化学院历史最悠久的专业为自动化专业，其于1958年成立，时名自动控制专业。1986年，船舶船厂电气自动化和工业企业电气自动化专业合并为工业电气自动化专业。1996年，自动化系下的三个专业调整合并为自动化专业。2001年，自动化专业被评为广东省首批本科教育名牌专业，2009年被评为国家级特色专业，2010年被评为广东省特色专业，2011年通过教育部组织的工程教育专业认证.

## 组织机构
自动化学院设有3个系、3个中心、1个研究所、6个省部级科研基地和1个国家级实验教学中心。

| - 系所中心 - 控制与信息工程系 - 自动化与网络工程系 - 智能科学与技术系 - 自动化教学实验中心 - 控制与优化中心 - 脑机接口与脑信息处理研究中心 - 电气信息及控制国家级实验教学示范中心（与电力学院和电信学院共建） - 系统工程研究所 - 省部级科研基地 - 自主系统与网络控制教育部重点实验室 - 精密电子制造装备教育部工程研究中心 - 广东省智能系统控制工程技术研究中心 - 广东省无人机系统工程技术研究中心 - 广东省高端芯片智能封测装备工程实验室 - 广州市脑机交互关键技术及应用重点实验室 | - 专业委员会 - 学院学位评定分委员会 - 学院学术分委员会 - 学院本科教学指导分委员会 - 学院专业技术职务评审分委员会 - 教师组织 - 工会 - 教师代表大会 - 学生社团组织 - 团委、学生会 - 星星火青年志愿者服务队 - 创新实践基地 - 波音航空俱乐部 |

## 学术科研

### 学科设置
截至2019年，自动化学院共有以下的本科专业、研究生学位授权点和博士后流动站：
- 本科专业：自动化、智能科学与技术
- 博士学位授权点：控制科学与工程
- 专业学位博士授权点：电子信息
- 学术型硕士学位授权点：控制科学与工程
- 专业学位硕士学位授权点：电子信息
- 博士后流动站：控制科学与工程

其中，本科自动化专业为国家级特色专业、国家级一流本科专业建设点和广东省特色专业，控制科学与工程为广东省重点学科。

### 学术期刊
自动化学院内设有两本控制领域知名期刊的编辑部：
- 控制理论与应用：ISSN：1000-8152、CN：44-1240/TP，曾被评为“2017中国最具国际影响力学术期刊”[10]。
- Control Theory and Technology（控制理论与技术）：ISSN：2095-6983、CN：44-1706/TP，曾被评为“2017中国国际影响力优秀学术期刊”[10]。

以上期刊均与中国科学院数学与系统科学研究院联合主办。

## 行政人员
截至2022年11月，学院的领导组成为：
- 党委书记：郑文杰
- 副院长：
  - 科研、研究生：俞祝良
  - 本科：罗家祥
  - 实验室：王孝洪
- 党委副书记：刘博

## 知名校友
- 徐宏亮：1976级本科；曾任西昌卫星发射中心主任、总装备部司令部副参谋长、太原卫星发射中心主任，少将军衔[12]。
- 刘奕华：1976级本科；广东省自动化学会理事长、中国机械工业联合会理事、中国机械工程学会理事。
- 韩子伟：1977级本科；白马集团董事长、白马信息集团董事长[13]。
- 杜如虚：1980级硕士；机械工程专家，加拿大工程院院士，华工吴贤铭智能工程学院创院院长，曾任香港中文大学精密工程研究所所长、机械工程与自动化系教授[14]。
- 敖小强：1981级本科；北京雪迪龙科技股份有限公司总裁。
- 赵桂萍：1981级本科、1990届硕士；广发期货有限公司董事长、广发金融交易（英国）有限公司董事长。
- 苏春翌：1984级硕士、1987级博士；加拿大康考迪亚大学机械工程学院讲席教授、工业控制中心主任。
- 张清华：1992级硕士、2001级博士；广东石油化工学院党委书记、校长。
- 辛涛：2000级博士；中国旅游饭店业协会秘书长，曾任北京国贸饭店总经理。
- 梁添才：2003级博士；广电运通金融电子股份有限公司广电智能研究院院长。